# Mútua Madrileña
Mutua Madrileña (oficialment i en castellà Mutua Madrileña Automovilista Sociedad de seguros a prima fija) és una societat d'assegurances d'Espanya. El seu estatus jurídic és el de mutualitat o mútua. Va ser fundada el 13 de març de 1930 i durant el segle xx va centrar les seves activitats principalment a Madrid.